# Begbroke Science Park
 (mars 2023).
Si vous disposez d'ouvrages ou d'articles de référence ou si vous connaissez des sites web de qualité traitant du thème abordé ici, merci de compléter l'article en donnant les références utiles à sa vérifiabilité et en les liant à la section « Notes et références ».
Le Begbroke Science Park, le Parc scientifique de Begbroke, est un parc scientifique situé à 8 km d'Oxford en Angleterre. Il se situe dans la paroisse civile de Begbroke, mais n'est accessible que par le village de Yarnton sur l'A44.
Il appartient et est géré par l'Université d'Oxford.

## Historique
Ce lieu est un centre de recherche depuis 1960, année d'installation sur place de la Weed Research Organisation.
Ce lieu fut ensuite utilisé en tant que centre de technologie du Cookson Group (aujourd'hui Vesuvius plc (en)). Le site a été acheté par l'Université d'Oxford en 1998.
Le parc comprend plusieurs instituts de recherche qui entretiennent des liens forts avec le Département des Matériaux et d'autres départements de l'Université d'Oxford, et également des sociétés essaimées dont Oxonica. Le Begbroke Center pour l'Innovation et l'Entrepreneuriat est aussi situé dans ce parc.